# Varistor
Un varistor es un componente electrónico con una curva característica similar a la del diodo. El término proviene de la contracción de la expresión en inglés variable resistor. Los varistores suelen usarse para proteger circuitos contra variaciones de tensión al incorporarlos en el circuito de forma que cuando se activen, la corriente no pase por componentes sensibles. Un varistor también se conoce como Resistor Dependiente de Voltaje o VDR. La función del varistor es conducir una corriente significativa cuando el voltaje es excesivo.  Sólo los resistores variables no óhmicos son usualmente llamados varistores. Otros tipos de resistores variables incluyen al potenciómetro y al reostato.

## Funcionamiento

Curva característica del Varistor de óxido de Zinc (ZnO) y carburo de silicio (SiC)

El tipo más común de varistor es el de óxido metálico (MOV). Este contiene una masa cerámica de granos de óxido de zinc, en una matriz de otros óxidos de metal (como pequeñas cantidades de bismuto, cobalto y manganeso) unidos entre sí por dos placas metálicas (los electrodos). La región de frontera entre cada grano y su alrededor forma una unión de diodo, la cual permite el flujo de corriente en una sola dirección. La masa de granos aleatoriamente orientados es eléctricamente equivalente a una red hecha por un par de diodos con sentido contrario al otro, cada par en paralelo junto con muchos otros pares. Cuando un voltaje pequeño o moderado se aplica a través de los electrodos, sólo una corriente muy pequeña fluye, causada por las corrientes de fuga en las uniones del diodo. Cuando un gran voltaje se aplica, la unión de diodo se rompe debido a una combinación de emisión termoiónica y efecto túnel, produciendo que una gran cantidad de corriente fluya. El resultado de este comportamiento es una curva característica altamente no lineal, donde el MOV tiene una gran resistencia en bajas tensiones y una baja resistencia en altas tensiones. 
Cuando la tensión en el varistor está por debajo de su "voltaje de disparo", éste funciona como un dispositivo regulador de corriente a operación normal, por lo que los varistores generalmente se usan como supresores de picos de tensión. Sin embargo, un varistor podría no limitar de forma exitosa la corriente de un evento como la caída de un rayo, donde la energía es mucho más grande de la que puede soportar. La corriente que fluye en el varistor podría ser tan grande que destruiría completamente el varistor. Inclusive, picos de tensión más pequeños podrían degradarlo. La degradación está definida por los gráficos de esperanza de vida, proporcionados por el fabricante, que relacionan corriente, tiempo y número de pulsos. El parámetro más importante que afecta la esperanza de vida del varistor es su energía consumida. A medida que el consumo de energía aumenta, su esperanza de vida decrece exponencialmente, y el número de picos que pueden soportar y el voltaje de disparo que provee durante cada pico decrecen. La probabilidad de una falla catastrófica puede reducirse al ampliar el rango o al conectar más varistores en paralelo. Se dice que un varistor está completamente degradado cuando su voltaje de disparo ha cambiado cerca del 10%. En esta condición el varistor no se ve dañado y todavía se mantiene funcional (no tiene falla catastrófica).
Típicamente, su tiempo de respuesta es del orden de los 5 a 25 nanosegundos y su voltaje de activación está comprendido entre 14V y 550V. Sin embargo, su confiabilidad es limitada, ya que se degradan con el uso. Su costo es bajo comparado con otros dispositivos protectores, como los diodos supresores de avalancha de silicio, y poseen buena disipación de la energía eléctrica indeseable.
El varistor se coloca en paralelo al circuito a proteger y absorbe todos los picos mayores a su tensión nominal. El varistor sólo suprime picos transitorios; si es sometido a una tensión elevada constante, se destruye. Esto sucede, por ejemplo, cuando se aplica 230 VAC a un varistor de 110VAC, o al colocar el selector de tensión de una fuente de alimentación de un PC en posición incorrecta. En el diseño de circuitos es aconsejable colocar el varistor en un punto ubicado después de un fusible.
Tiene un gran campo de aplicación como dispositivo de protección en redes eléctricas, tanto de transporte como de distribución. Se utiliza como elemento "pararrayos" situado en los propios apoyos de la línea, desviando las sobretensiones a tierra, y también como elemento de protección en los bypass de los bancos de condensadores compensadores de reactancia de línea.